# Þórey Edda Elísdóttir
Þórey Edda Elísdóttir (Reykjavík, 30 giugno 1977) è un'astista e politica islandese.

## Biografia
Nel 1999 partecipò ai Campionati del mondo di atletica leggera, terminando 13ª nella finale (con la misura di 4,15 m), e ai mondiali indoor, terminando 9ª nella finale (4,20 m).
Nel 2000 partecipò ai Giochi della XXVII Olimpiade terminando in 11ª posizione (4,00 m) nelle qualificazioni, rimanendo così esclusa dalla finale.
Nel 2001 partecipò ai Campionati del mondo di atletica leggera, terminando 6ª nella finale (con la misura di 4,45 m).
Nel 2003 partecipò ai Campionati del mondo di atletica leggera, terminando 4ª nelle qualificazioni (4,35 m) e quindi non accedendo alla finale, e ai mondiali indoor, terminando 7ª nelle qualificazioni (4,30 m) fallendo l'accesso alla finale.
Nel 2004 partecipò ai mondiali indoor, terminando 15ª nelle qualificazioni (4,20 m) fallendo l'accesso alla finale, e ai Giochi della XXVIII Olimpiade terminando in 5ª posizione (4,55 m) nella finale.
Nel 2005 partecipò ai Campionati del mondo di atletica leggera, terminando 9ª nelle qualificazioni (4,15 m) e quindi non accedendo alla finale.
Nel 2007 partecipò ai Campionati del mondo di atletica leggera, terminando 9ª nelle qualificazioni (4,35 m) e quindi non accedendo alla finale.
Nel 2008 partecipò ai Giochi della XXIX Olimpiade terminando in 12ª posizione (4,15 m) nelle qualificazioni, rimanendo così esclusa dalla finale.
Nel 2013 si candidò alle elezioni parlamentari per il partito Sinistra - Movimento Verde, ma fallì nell'intento.

## Palmarès
| Anno | Manifestazione  | Sede              | Evento           | Risultato | Prestazione | Note |
| ---- | --------------- | ----------------- | ---------------- | --------- | ----------- | ---- |
| 1997 | Europei U23     | Turku             | Salto con l'asta | 9ª        | 3,70 m      |      |
| 1998 | Europei indoor  | Valencia          | Salto con l'asta | 16ª       | 3,80 m      |      |
| 1998 | Europei         | Budapest          | Salto con l'asta | 23ª       | 3,80 m      |      |
| 1999 | Mondiali indoor | Maebashi          | Salto con l'asta | 9ª        | 4,20 m      |      |
| 1999 | Europei U23     | Göteborg          | Salto con l'asta | 5ª        | 4,15 m      |      |
| 1999 | Mondiali        | Siviglia          | Salto con l'asta | 13ª       | 4,15 m      |      |
| 2000 | Giochi olimpici | Sydney            | Salto con l'asta | 22ª       | 4,00 m      |      |
| 2001 | Mondiali        | Edmonton          | Salto con l'asta | 6ª        | 4,45 m      |      |
| 2002 | Europei         | Monaco di Baviera | Salto con l'asta | 11ª       | 4,20 m      |      |
| 2003 | Mondiali indoor | Birmingham        | Salto con l'asta | 9ª        | 4,35 m      |      |
| 2003 | Mondiali        | Parigi            | Salto con l'asta | Finale    | nm          |      |
| 2004 | Mondiali indoor | Budapest          | Salto con l'asta | 15ª       | 4,20 m      |      |
| 2004 | Giochi olimpici | Sydney            | Salto con l'asta | 5ª        | 4,55 m      |      |
| 2005 | Mondiali        | Helsinki          | Salto con l'asta | 17ª       | 4,15 m      |      |
| 2007 | Mondiali        | Osaka             | Salto con l'asta | 19ª (q)   | 4,35 m      |      |
| 2008 | Giochi olimpici | Pechino           | Salto con l'asta | 23ª       | 4,15 m      |      |